# Atlanersa
Atlanersa o Atlanarsa a l'antic Egipte, fou un monarca cuixita de Napata (653-643 aC) que era fill del faraó de la dinastia XXV, Taharqa. Va succeir el seu cosí Tanutami i va governar deu anys. A la seva mort, li va succeir Senkamanisken.

## Referènciès
1. ↑  RaG. «regne de Kuš». Gran Enciclopèdia Catalana.   Grup Enciclopèdia, s.d.
2. ↑  «Shawabty of King Atlanersa» (en anglès).   Museum of Fine Arts Bpstp,.